# Luminița Iacobescu
Luminița Iacobescu (Bucarest, 15 maggio 1943) è un'attrice romena.

## Biografia
Luminița Iacobescu nasce a Bucarest e studia recitazione al Institutul de Artă Teatrală și Cinematografică „Ion Luca Caragiale” din București nel 1966 anche con George Carabin. Reciterà per breve tempo al Teatrul Național Marin Sorescu Craiova.
Debutta al cinema nel film di Lucian Bratu, Tudor, al fianco di Emanoil Petruț, George Vraca e Alexandru Giugaru. Seguirà l'interpretazione in Calea Victoriei sau cheia visurilor di Marius Teodorescu.
Alla prima edizione del Festivalul Cerbul de Aur di Brașov, nel 1968, fu presentata al fianco di Stela Popescu e Iurie Darie.
Nel 1968 recita in Ultimul mohican dal romanzo di James Fenimore Cooper, regia di Jean Dréville, Pierre Gaspard-Huit e Sergiu Nicolaescu.
Sposatasi con un pianista francese conosciuto al  „Festivalul Cerbul de Aur”, si trasferisce in Francia, ove utilizzerà il nome d'arte di Lumi Jacobesco. Reciterà nel film candidato all'oscar Lacombe Lucien di Louis Malle.

## Filmografia parziale
- 1963 Tudor, regia Lucian Bratu : Tincuța
- 1965 Camera albă, regia Virgil Calotescu : Ileana
- 1966 Calea Victoriei sau cheia visurilor, regia Marius Teodorescu : Sabina Lipan
- 1967 Les Globe-trotters (Ursul), regia Claude Boissol e Jacques Pinoteau : Ioana
- 1968 Ultimul mohican (Die Lederstrumpferzählungen), : Cora Munro
- 1970 À corps perdu, regia Abder Isker : Lydia Valesco
- 1971 La Polonaise, regia Henri Spade : Malka
- 1971 Mon fils, regia François Martin : Vladia
- 1971 La réorganisation, regia Jean Becker, Les saintes chéries : Miss Peggy Tweedy
- 1972 Die Witwen oder Eine vollkommene Lösung, regia Tom Toelle : Francoise
- 1972 Attale, esclave gaulois, regia Jean-Pierre Decourt : Yseut
- 1972 Rue de Buci, regia Gérald Duduyer : Marianne
- 1973 Merkwürdige Lebensgeschichte des Friedrich Freiherrn von der Trenck, regia Fritz Umgelter, Die Gruft : Madame Bestuscheff
- 1973 Hilda Muramer, regia Jacques Trébouta : Helda Muramer
- 1974 Lacombe Lucien, regia Louis Malle : Betty Beaulieu
- 1974 Das blaue Palais, regia Rainer Erler, Das Genie, Der Verräter e Das Medium : Sibilla Jacopescu
- 1977 Commissaire Moulin, regia Jacques Trébouta, Marée basse : Cécile Altman
- 1977 Der Alte, regia José Giovanni, Der Alte schlägt zweimal zu : Vanessa
- 1978 Paul kommt zurück, regia Peter F. Bringmann : Nikky
- 1980 La vie des autres,regia Pierre Goutas, La croix dans le coeur : Sandra
- 1980 Les amours des années folles, regia Philippe Galardi, Prince ou pitre : Sophie